# Hội đồng Dân ủy Liên Xô 1924–1925
Hội đồng Dân ủy Liên xô 1924-1925 hay còn được gọi Hội đồng Dân ủy Đại hội Đại hội Xô Viết Liên Xô khóa II. Hội đồng Dân ủy Liên Xô được Ủy ban Chấp hành Trung ương Đại hội Đại hội Xô Viết Liên Xô phê chuẩn ngày 2/2/1924.
Hội đồng Dân ủy Liên Xô khóa II kết thúc nhiệm kỳ 21/5/1925 khi Ủy ban Chấp hành Trung ương Đại hội Đại hội Xô Viết Liên Xô phê chuẩn Hội đồng Dân ủy khóa mới.

## Thành viên
| Chức vụ          | Trực thuộc                      | Tên                              | Nhiệm kỳ      | Chức vụ Đảng                                                                 | Ghi chú khác            |
| ---------------- | ------------------------------- | -------------------------------- | ------------- | ---------------------------------------------------------------------------- | ----------------------- |
| Chủ tịch         | Hội đồng Dân ủy                 | Alexei Rykov (1881-1938)         | 2/1924-5/1925 | Ủy viên Bộ Chính trị                                                         |                         |
| Phó Chủ tịch     | Hội đồng Dân ủy                 | Lev Kamenev (1983-1936)          | 2/1924-5/1925 | Ủy viên Bộ Chính trị                                                         |                         |
| Phó Chủ tịch     | Hội đồng Dân ủy                 | Mamia Orakhelashvili (1881-1937) | 2/1924-5/1925 | Ủy viên Trung ương Đảng                                                      |                         |
| Phó Chủ tịch     | Hội đồng Dân ủy                 | Alexander Tsiurupa (1870-1928)   | 2/1924-5/1925 | Ủy viên Trung ương Đảng                                                      |                         |
| Phó Chủ tịch     | Hội đồng Dân ủy                 | Vlas Chubar (1891-1939)          | 2/1924-5/1925 | Ủy viên Trung ương Đảng                                                      |                         |
| Quản lý Nội vụ   | Hội đồng Dân ủy                 | Nikolai Gorbunov (1892-1938)     | 2/1924-5/1925 |                                                                              |                         |
| Ủy viên Nhân dân | Bộ Dân ủy Ngoại giao            | Georgy Chicherin (1872-1936)     | 2/1924-5/1925 |                                                                              |                         |
| Ủy viên Nhân dân | Bộ Dân ủy Quân sự và Hải quân   | Leon Trotsky (1879-1940)         | 2/1924-1/1925 | Ủy viên Bộ Chính trị                                                         |                         |
| Ủy viên Nhân dân | Bộ Dân ủy Quân sự và Hải quân   | Mikhail Frunze (1885-1925)       | 1/1925-5/1925 | Ủy viên dự khuyết Bộ Chính trị Ủy viên dự khuyết Cục Tổ chức Trung ương Đảng |                         |
| Ủy viên Nhân dân | Bộ Dân ủy Ngoại thương          | Leonid Krasin (1870-1926)        | 2/1924-5/1925 | Ủy viên Trung ương Đảng                                                      |                         |
| Ủy viên Nhân dân | Bộ Dân ủy Giao thông vận tải    | Jānis Rudzutaks (1887-1938)      | 2/1924-5/1925 | Ủy viên dự khuyết Bộ Chính trị                                               |                         |
| Ủy viên Nhân dân | Bộ Dân ủy Bưu chính và điện tín | Ivan Smirnov (1881-1936)         | 2/1924-5/1925 |                                                                              |                         |
| Ủy viên Nhân dân | Hội đồng Kinh tế tối cao        | Felix Dzerzhinsky (1877-1926)    | 2/1924-5/1925 | Ủy viên dự khuyết Bộ Chính trị Ủy viên dự khuyết Cục Tổ chức Trung ương Đảng |                         |
| Ủy viên Nhân dân | Bộ Dân ủy Thực phẩm             | Nikolai Bryuhanov (1878-1938)    | 2/1924-5/1924 |                                                                              | Bãi bỏ Dân ủy Thực phẩm |
| Ủy viên Nhân dân | Bộ Dân ủy Lao động              | Vasily Schmidt (1886–1938)       | 2/1924-5/1925 | Ủy viên Trung ương Đảng                                                      |                         |
| Ủy viên Nhân dân | Bộ Dân ủy Thanh tra Công nông   | Valerian Kuybyshev (1888-1935)   | 2/1924-5/1925 |                                                                              |                         |
| Ủy viên Nhân dân | Bộ Dân ủy Tài chính             | Grigori Sokolnikov (1888-1939)   | 2/1924-5/1925 | Ủy viên dự khuyết Bộ Chính trị                                               |                         |
| Ủy viên Nhân dân | Bộ Dân ủy Nội thương            | Aron Sheinman (1885-1944)        | 5/1924-5/1925 |                                                                              | Thành lập ngày 9/5/1924 |